# Libye
Libye (arabsky ليبيا, berbersky ⵍⵉⴱⵢⴰ), plným názvem Libyjský stát (arabsky دولة ليبيا), je stát v severní Africe u Středozemního moře. Jejími sousedy jsou Egypt, Súdán, Čad, Niger, Alžírsko a Tunisko. Jméno státu má původ ve starořeckém mýtu o Libyi. V roce 2011 zde proběhla občanská válka mezi stoupenci Kaddáfího džamáhíríje a povstalci zastupovanými Národní přechodnou radou a podporovanými NATO. Válka skončila vítězstvím povstalců.

## Dějiny

Mapa světa podle Hérodota v době, kdy se za Libyi v širším smyslu považovalo území na západ od Nilu, tedy například i část území moderního Egypta.

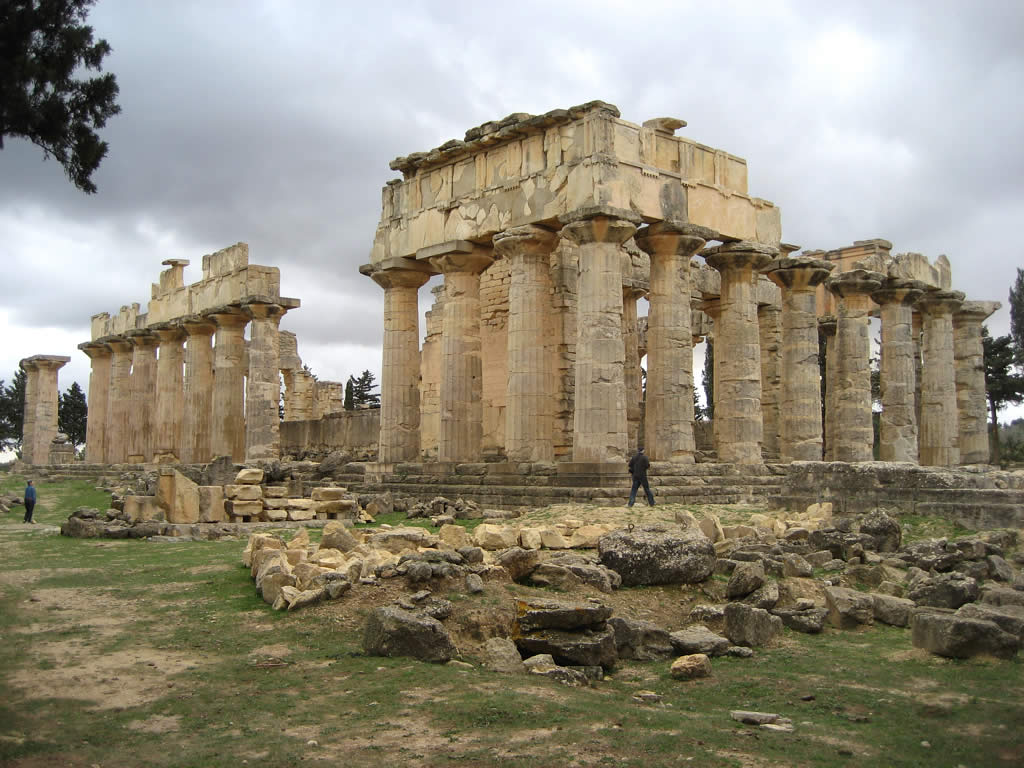
Diův chrám ve starověkém řeckém městě Kyréné na severu Libye

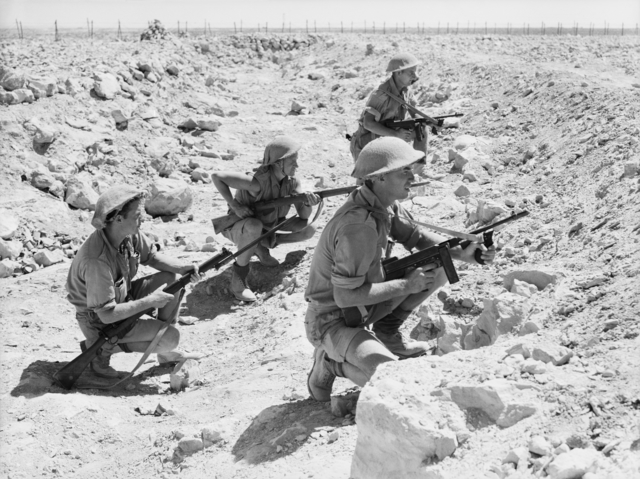
Australská pěchota u Tobrúku

Město Leptis Magna patřilo k významným obchodním centrům Římského impéria. V 7. století oblast dnešní Libye dobyli Arabové a v roce 1551 Osmanští Turci.
V letech 1911–1943 byla Libye italskou kolonií. Itálie tuto bývalou osmanskou provincii získala na základě Smlouvy z Lausanne po vyhrané italsko-turecké válce, kdy byli Turci, tlačeni hrozícím konfliktem s balkánskými státy, donuceni podepsat s Itálií mírovou smlouvu. V rámci této smlouvy vyklidili Tripolsko a Kyrenaiku a předali ji pod správu Itálie. Kyrenaiku se však Italům nepodařilo zcela obsadit, a tak požívala značné autonomie v rámci italské koloniální říše (vlastní parlament). Až po další válce v letech 1922–1928 byla Kyrenaika zcela podrobena a roku 1929 spojena s Tripolskem a Fezzánem. Itálie musela poté čelit tuhému odporu beduínských povstalců, kteří se hlásili k muslimskému politicko-náboženskému hnutí Senussiů, zesílenému v průběhu první světové války, kdy byli zásobováni dodávkami zbraní od Centrálních mocností. Poslední odpor byl zlomen roku 1935 dobytím oázy Kufra.
Odhaduje se, že během pacifikace Libye italskými vojsky pod vedením Badoglia a Grazianiho zahynula až polovina beduínské populace. Italská vláda poskytovala velké subvence italským kolonistům, v roce 1940 jich v Libyi žilo přibližně 110 000. V roce 1938 se pobřežní části Kyrenaiky i Tripolska staly integrální součástí Itálie, zatímco ve vnitrozemí vznikla provincie Libyjská Sahara.
Během druhé světové války bylo území Libye svědkem rozsáhlých válečných operací. Válčící strany (Němci, Italové a Britové) se střídali v kontrole nad touto oblastí. Ke konci roku 1942 se Britům podařilo definitivně vytlačit italsko-německé jednotky z Libye. Po zbytek války a po ní byly Tripolsko a Kyrenaika spravovány Velkou Británií. Po druhé světové válce bylo území bývalé Italské severní Afriky rozděleno na historické regiony Tripolsko (pod vládou Britů), Kyrenaika (pod vládou Britů) a Fazzān (pod vládou Francouzů). Poté, co došlo v roce 1949 k rozsáhlým nepokojům, rozhodla OSN o plném osamostatnění Libye. Toto rozhodnutí bylo naplněno roku 1951, kdy spojením Fezzánu, Tripolska a Kyrenaiky vznikl nezávislý federativní stát Libye jako Libyjské království pod vládou krále Idrise I. emíra Kyrenaiky a Tripolska.
V roce 1963 byl za autoritativní vlády zrušeno federativní členění země. V roce 1969 proběhl vojenský puč vedený skupinou plukovníků pod vedením Muammara Kaddáfího.
Libye po roce 1969 postupně začala usilovat o pozici regionální mocnosti v Africe. Ze země byly vykázány americké a britské jednotky, znárodněny zahraniční ropné společnosti. Muammar Kaddáfí začal podporovat povstalecké skupiny, které v mnoha zemích Afriky (ale i Evropy a Latinské Ameriky) ohrožovaly tamní vlády. V červenci 1977 se Libye dostala do několikadenní pohraniční potyčky s Egyptem. V 70. a 80. letech navíc Libye zvýšila tlak a následně i vojensky intervenovala v sousedním Čadu, bývalé francouzské kolonii ve střední Africe, na což Francie odpověděla vojenským zásahem. Francouzské jednotky se tak v roce 1986 přímo střetly s Libyjci v rámci operace Épervier. Francie zničila libyjské radarové zařízení a pomohla čadskému prezidentovi Habrému dobýt okupovaný sever země.

### Zahraniční vztahy pod Kaddáfím

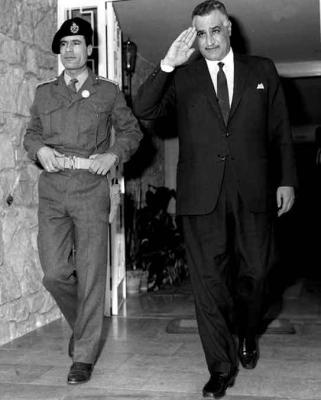
Kaddáfí a egyptský prezident Gamál Násir v roce 1969

V červnu 1972 Kaddáfí oznámil, že kterýkoliv Arab, který si přeje se dobrovolně přidat k palestinským ozbrojeným skupinám, „může zaregistrovat své jméno na kterémkoliv libyjském velvyslanectví, které mu zajistí potřebný bojový výcvik“. Rovněž přislíbil finanční pomoc pro útoky. Dále založil Islámskou legii (1972–87) – žoldnéřskou paravojenskou skupinu, mající napomoci vytvořit z oblasti Sahelu jeden velký islámský stát.
Libye hrála klíčovou roli při podpoře ropného embarga v roce 1973 jako politické zbraně v naději, že cena ropy vzroste tak, že přinutí Západ zastavit podporu Izraele.
Opakovaně byly zasílány zbraně různým teroristickým a národně-osvobozeneckým skupinám v Evropě zbraně („bomby působící křeče a lámající ducha Británie jsou bombami libyjského lidu“). Např. v roce 1973 zachytilo irské námořnictvo loď Claudia dopravující sovětské zbraně z Libye do Severního Irska pro Prozatímní irskou republikánskou armádu (PIRA); o 14 let později francouzské úřady zastavily loď MV Eksund, která dovážela přes 120 tun libyjských zbraní teroristickým skupinám, zejména IRA a PIRA.
Kaddáfí byl těsným stoupencem ugandského diktátora Idiho Amina. Libyjské jednotky byly poslány do Aminovy války proti Tanzanii, kde padlo na 600 libyjských vojáků. Kaddáfí pomáhal také středoafrickému diktátorovi Jean-Bédel Bokassovi. Podporoval i etiopského levicového diktátora Haile Mariama Mengistua; dále cvičil a podporoval Charlese Taylora, prezidenta Libérie, obviněného z válečných zločinů a zločinů proti lidskosti v Sierra Leone. Libye měla rovněž úzké kontakty s režimem Slobodana Miloševiče.
V dubnu 1984 protestovali libyjští uprchlíci v Londýně proti popravě dvou disidentů. Libyjští diplomaté při tom zastřelili 11 lidí a britskou policistku. Incident k vedl k ukončení diplomatických vztahů mezi Spojeným královstvím a Libyí na více než 10 let. O dva měsíce později prohlásil Kaddáfí, že očekává od svých agentů likvidaci uprchlých disidentů i během jejich pouti do Mekky v srpnu 1984. Libyjské spiknutí bylo skutečně v Saúdské Arábii odhaleno a zneškodněno saúdskoarabskou policií. Po prosincových bombových útocích na letiště v Římě a Vídni v roce 1985, při kterých bylo 19 lidí zabito a kolem 140 zraněno prohlásil Kaddáfí, že bude pokračovat v podpoře RAF, Rudých brigád a IRA tak dlouho, pokud západoevropské země budou podporovat protikaddáfíovsky orientované Libyjce. V roce 1986 oznámila libyjská státní televize, že Libye cvičí sebevražedné jednotky k útokům proti evropským a americkým zájmům.
Libyjští agenti 5. dubna 1986 provedli bombový útok na diskotéku La Belle v západním Berlíně, při kterém byli 3 lidé zabiti a 229 zraněno. Po sjednocení Německa a otevření archívu Stasi vyšlo najevo, že tato teroristická akce byla nařízena z Tripolisu, provedena za spoluúčasti Stasi a souhlasu sovětských poradců v NDR. 14. dubna 1986 USA provedly odvetnou operaci El Dorado Canyon. Protivzdušná obrana, 3 vojenské základny a 2 vojenská letiště v Tripolisu a Benghází byly bombardovány. Zabít Kaddáfího se sice nepodařilo, ale o život přišlo několik desítek armádních důstojníků. Kaddáfí oznámil, že dosáhl unikátního vojenského vítězství nad USA a přejmenoval Libyi na Velkou libyjskou arabskou lidovou socialistickou džamáhíríji.

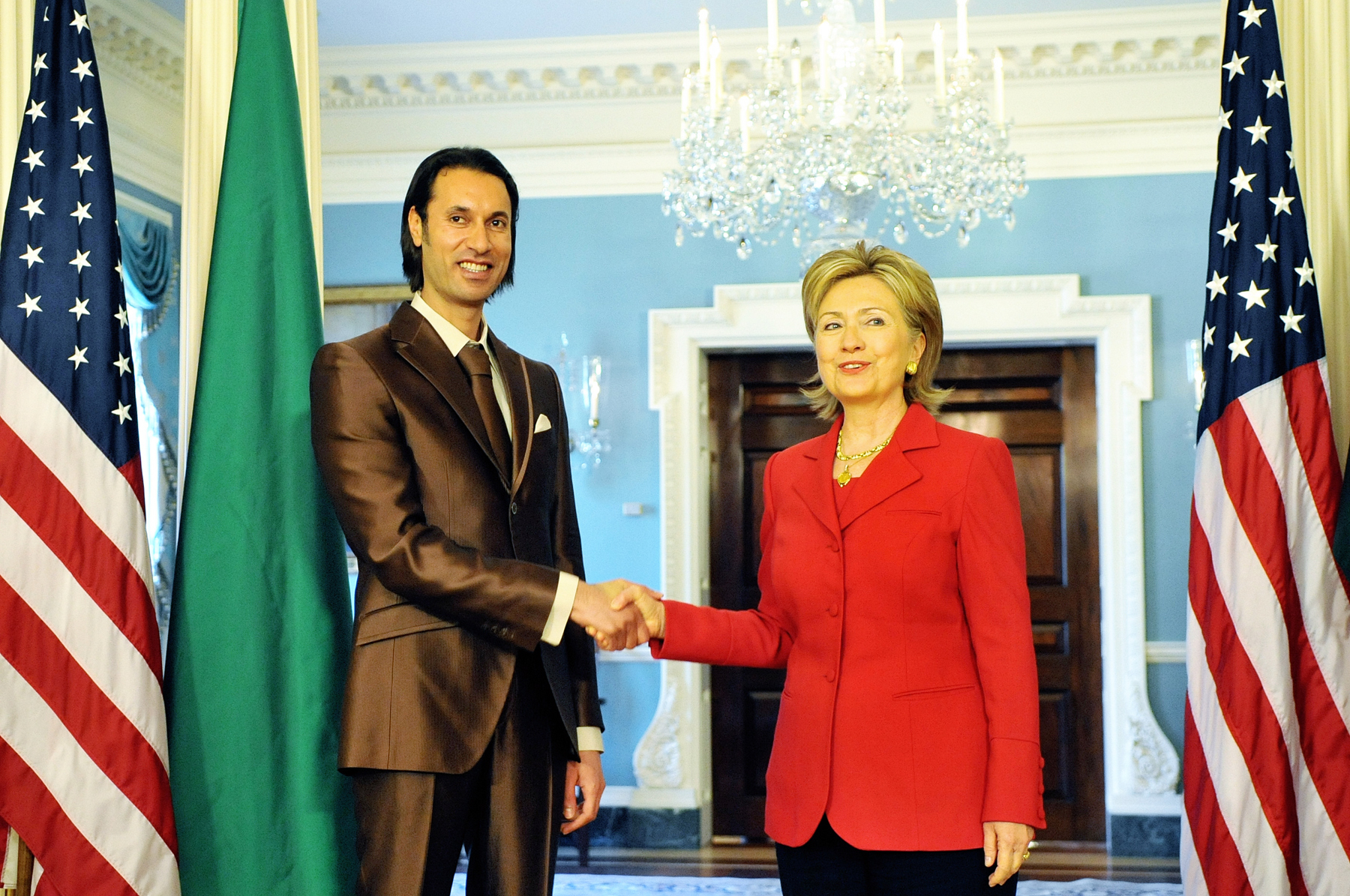
Syn libyjského vůdce Mutasim Kaddáfí s americkou ministryní zahraničí Clintonovou, 21. dubna 2009

Kaddáfí stimuloval několik islámských a komunistických teroristických skupin až na Filipínách; také dotoval paravojenské skupiny v Oceánii. Pokusil se radikalizovat i novozélandské Maory. V Austrálii podplácel obchodní svazy a některé politiky. V květnu 1987 pak Austrálie vypověděla diplomaty ze země a kvůli aktivitám v Oceánii přerušila s Libyí styky.
V roce 1991 dva libyjští tajní agenti byli státními zastupitelstvími USA a Spojeného království obviněni z účasti na explozi dopravního letadla letu Pan Am 103. Šest dalších Libyjců bylo souzeno v nepřítomnosti za bombový útok letu UTA 772 nad Čadem a Nigerem. Rada bezpečnosti OSN požadovala, aby Libye spolupracovala s vyšetřovateli letů UTA 772 a Pan Am 103, zaplatila odškodné rodinám obětí a zastavila veškerou podporu terorismu. Odmítnutí Libye vedlo k vydání rezoluce rady bezpečnosti OSN 748 dne 31. března 1992 o uvalení mezinárodních sankcí vůči Libyi. Opětné odmítnutí Libyí pak vedlo k uvalení dalších sankcí v listopadu 1993.
V roce 1999, méně než 10 let poté, co na ni byly uvaleny sankce, Libye začala svoji politiku vůči Západu dramaticky měnit. Po pádu režimu Saddáma Husajna v roce 2003, se Kaddáfí rozhodl zastavit projekt zbraní hromadného ničení a zaplatil téměř 3 miliardy eur na odškodnění rodin obětí letů Pan Am 103 a UTA 772. Tento čin mnohé západní země přivítaly a pohlížely na něj jako na významný krok k návratu Libye do mezinárodních společenstev. Od roku 2003 se země pokoušela normalizovat vztahy s EU a USA. V roce 2004 prezident George W. Bush hospodářské sankce vůči Libyi ukončil a současně s ní navázal mezinárodní styky. V lednu 2004 se konala první oficiální návštěva Libye, a to delegací amerického Kongresu.

### Občanská válka v roce 2011
Od konce roku 2010 až do současnosti probíhaly nebo probíhají ve většině arabských států protesty, nepokoje, povstání a revoluce, které jsou nazývány jako „arabské jaro“.
Během vlny úspěšných revolucí v Tunisku a Egyptě v roce 2011 byly svrženy staré autoritativní režimy. V únoru 2011 propuklo v Libyi také povstání namířené proti režimu Muammara Kaddáfího. Protesty nejprve zachvátily města v Kyrenaice zejména v druhém největším libyjském městě Benghází, načež zde došlo ke střetům protestujících s vojskem a k pouličním bitvám. Později se nepokoje přenesly i do hlavního města Tripolisu. 21. února 2011 začala armáda letecky bombardovat protestující.
Dne 19. března 2011 vstoupila francouzská bojová letadla do vzdušného prostoru Libye. O několik hodin později se připojila letadla nebo technika ozbrojených sil Velké Británie, Španělska, Itálie, Belgie, Spojených států amerických, Kanady i některých arabských zemí. Tyto státy podpořily povstalce a vynutily dodržování rezoluce číslo 1973 Rady bezpečnosti OSN o bezletové zóně nad Libyí. Vojenská intervence výrazně změnila strategickou situaci na bojišti. Kaddáfího síly přišly částečně o výhody spojené s používáním těžké bojové techniky, a to nejen letadel, ale také tanků, dělostřelectva a podpůrných jednotek, které byly vystaveny útokům letadel NATO. To povstalcům umožnilo přeskupit své sily. Podařilo se jim též navázat první diplomatické styky a s pomocí Francie vyzbrojit své jednotky. Kaddáfí se naproti tomu ocitl v mezinárodní izolaci. Byl na něj vydán mezinárodní zatykač a jeho zahraniční konta byla zmrazena. V červenci 2011 začala koordinovaná ofenziva povstalců. Během srpna 2011 se povstalcům podařilo dobýt téměř celé území Libye a 23. srpna 2011 dobyli Kaddáfího sídlo Báb al-Azízíju, aniž se jim však podařilo nalézt samotného Kaddáfího. Libyjská Dočasná národní přechodná rada již oznámila, že přesídlí do Tripolisu. Na začátku října došlo k potyčkám mezi povstaleckými brigádami, přičemž 20. října byl Kaddáfí povstalci dopaden, lynčován a následně zastřelen.
V následných průzkumech veřejného mínění vyjádřilo podporu zásahu NATO 75 % Libyjců dle Gallupova průzkumu, 85 % Libyjců se v roce 2011 vyjádřilo, že země „je na správné cestě“ v průzkumu ORB.

### Libye po Kaddáfím
Dne 7. července 2012 se v Libyi konaly volby do přechodného parlamentu. Celkově čítá 200 poslanců, z nichž 80 bylo voleno proporčně dle stranických kandidátních listin, zbylých 120 nezávislých kandidátů bylo volených systémem relativní většiny. Ze západu země pocházelo 100 poslanců, z východu 60 a jihu 40. Regionální rozložení mandátů vedlo k protestům na východě země. Některým místním obyvatelům totiž připadal počet jejich poslanců jako nedostatečný. Kvůli sporům o počtu delegátů z jednotlivých částí Libye v kongresu zároveň Dočasná národní přechodná rada těsně před volbami rozhodla, že samotnou ústavu vytvoří nezávislý, přímo volený orgán s rovným zastoupením účastníků ze tří regionů Libye, tj. Kyrenaiky, Fezzánu a Tripolska. Pozorovatelé EU a OSN označili průběh voleb za úspěšný. Moc byla předána parlamentu 8. srpna.
Ekonomicky země v roce 2012 navázala na předchozí úroveň vývozu ropy s 1,5 milionem vyvezených barelů vůči 1,6 milionům před konfliktem. Nová centrální vláda se však vyznačovala slabostí a nedařilo se jí prosazovat svou moc vůči ozbrojeným milicím. V zemi probíhaly ozbrojené střety a násilí zaměřené především proti státním orgánům.

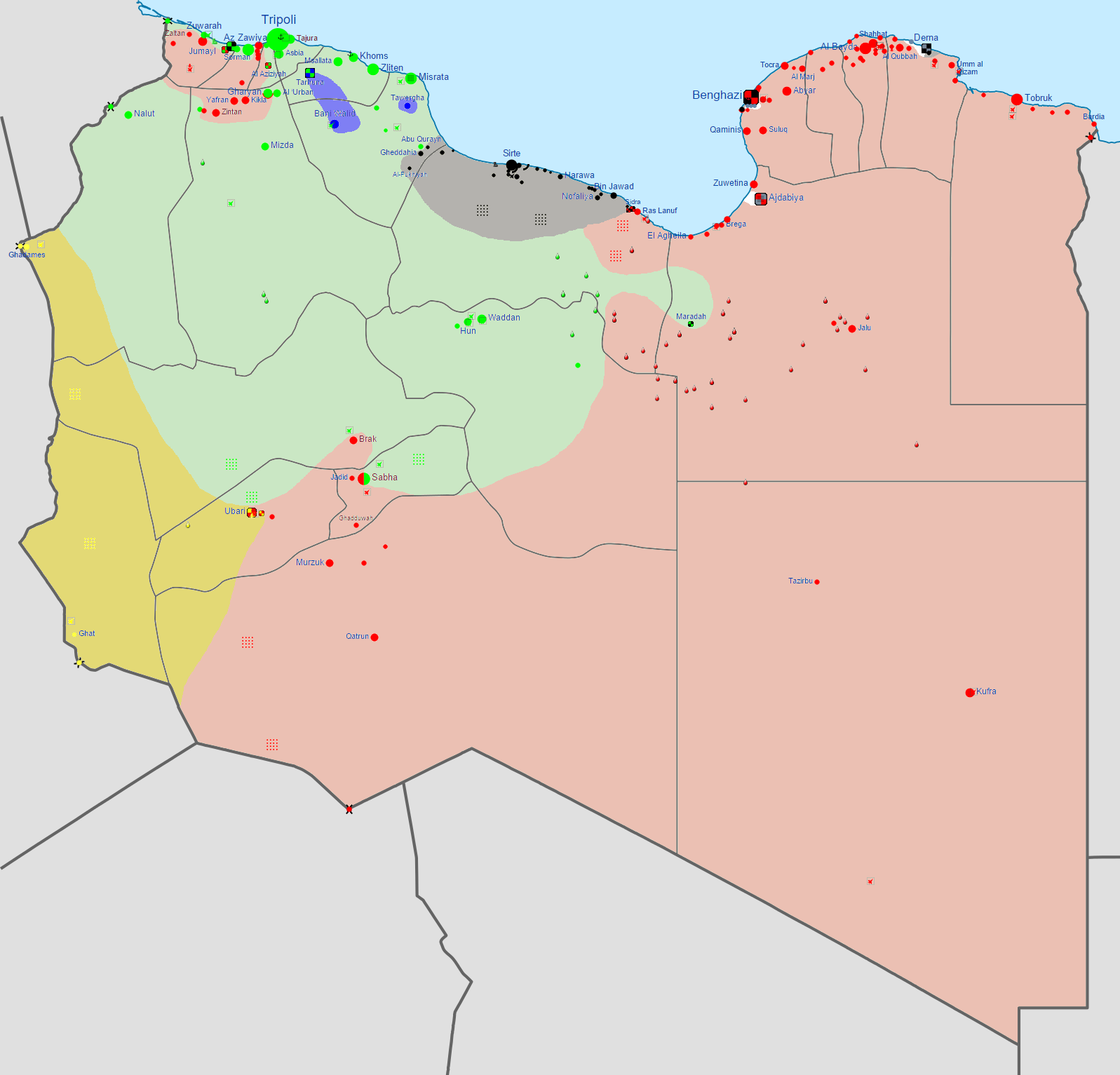
Mapa občanské války v Libyi (únor 2016):
Libyjský parlament se sídlem v Tobrúku Nový VNK se sídlem v Tripolisu Islámský stát Tuaregové

Na počátku roku 2014 byla Libye řízena Všeobecným národním kongresem (VNK), který ovládli islamisté poté, co byl v červnu 2013 Núrí abú Sahmajn zvolen předsedou VNK. Ten zneužil své pravomoci k potlačení diskuse a jednání kongresu. V lednu 2014 VNK nedostál své povinnosti odstoupit na konci svého mandátu a jednostranně si tak uzurpoval moc. 14. února 2014 nařídil generál Chalífa Haftar rozpuštění kongresu a požadoval sestavení komise úřednické vlády, která by dohlížela na nové volby. Jeho požadavky však byly ignorovány.

#### Občanská válka od roku 2014
Od 16. května 2014 Libye zabředla do další občanské války, kdy síly věrné generálu Haftarovi, který po zajetí v Čadu v roce 1978 získal americké občanství, zahájily rozsáhlou pozemní a vzdušnou ofenzivu proti islamistům v Benghází, přezdívanou Operace důstojnost (arabsky عملية الكرامة‎). O dva dny později se Haftar pokusil rozpustit Všeobecný národní kongres v Tripolisu. Konflikt zabránil VNK zablokovat nové volby 25. června 2014. Tyto volby měly za důsledek vytvoření Rady poslanců namísto VNK a vyústily v drtivou porážku islamistů. Konflikt eskaloval 13. července, kdy islamisté, reagující na drtivou porážku islamistických politiků, zahájili Operaci Libyjský úsvit, která měla za cíl dobýt mezinárodní letiště v Tripolisu, jež do té doby ovládala Zitánská brigáda. Po 41 dnech bojů islamisté dne 23. srpna letiště dobyli. V důsledku probíhajících bojů byla dne 31. července evakuována česká ambasáda v Libyi.
Na libyjském území se nacházelo velké množství zbraní, zřejmě i chemických. Záhy došlo k rozšíření libyjské občanské války směrem do Subsaharské Afriky. Snadné získávání zbraní a masivní návrat dělníků z exilu a legionářů z Kaddáfího armády urychlily pád Mali.
V roce 2019 velkou část země ovládala samozvaná Libyjská národní armáda (LNA) generála Chalífy Haftara, která bojovala s vládou premiéra Faíze Sarrádže v Tripolisu, za níž stála OSN. Libye slouží jako hlavní tranzitní země pro migranty ze subsaharské Afriky směřující do Evropy.

## Státní symboly

### Vlajka
Libyjská vlajka je tvořena listem o poměru stran 1:2 se třemi vodorovnými pruhy: červeným, černým a zeleným v poměru 1:2:1. Uprostřed vlajky, v černém pruhu je umístěn bílý půlměsíc a bílá pěticípá hvězda.

### Znak
Libyjský státní znak je po složitém politickém vývoji dle různých zdrojů nejasný. Uvádí se několik variant. Nejčastější se uvádí žlutý půlměsíc s pěticípou hvězdou, který je i na libyjských pasech nebo pečeť vlády národní jednoty.

### Hymna
Libyjská hymna je píseň Libya, Libya, Libya (také známa jako Ya Beladi, česky Ó má země!). Hudbu složil Mohammed Abdel Wahab, slova napsal Al Bashir Al Arebi.

## Geografie

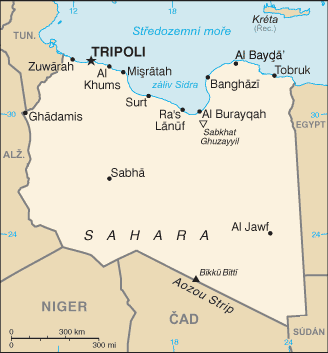
Mapa Libye

Libye leží v severní části Afriky. Na východě má 1 115 km dlouhou hranici s Egyptem, na jihovýchodě 393 km se Súdánem, na jihu 1 055 km s Čadem, 354 km s Nigerem, na západě 982 km s Alžírskem a na severozápadě 459 km s Tuniskem. Na severu má 1 770 km dlouhé pobřeží Středozemního moře a je to nejdelší středomořské pobřeží patřící jednomu státu.
S rozlohou 1 759 541 km² je 16. největším státem na světě, 4. největším v Africe a 22× větším než Česká republika nebo 2,9× než Ukrajina. Z Afriky zabírá asi 5,8 % rozlohy. Její poloha se nachází mezi 19° a 34° severní šířky, 9° a 26° východní délky. Většinu území zabírá Libyjská poušť, Jižněji také Sahara. Podnebí je povětšinou suché, pouštní, pobřežní oblasti pak mají mírnější středomořské klima. Mohou se objevovat písečné bouře, na území Libye lze nalézt i pouštní oázy.

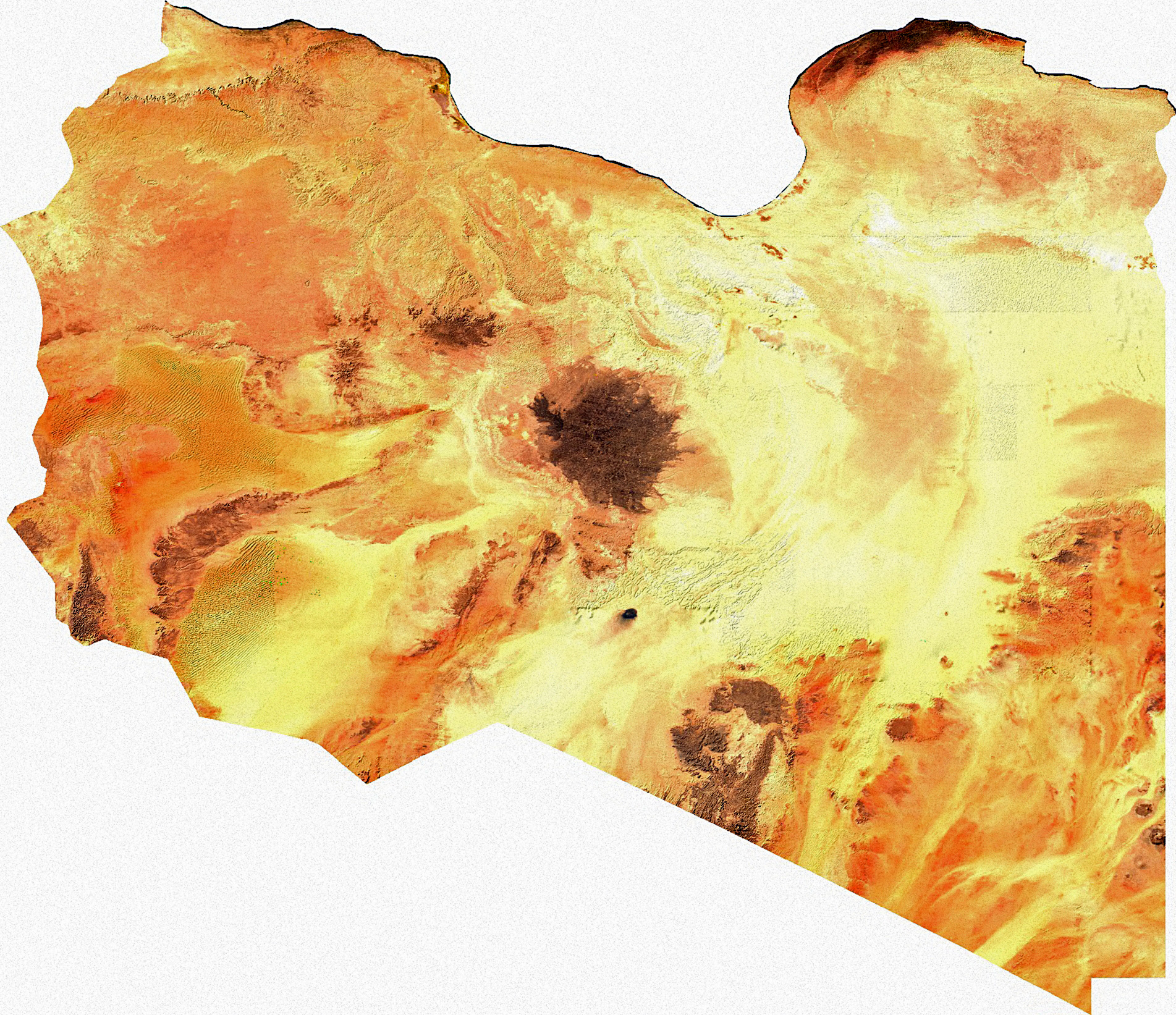
Satelitní snímek
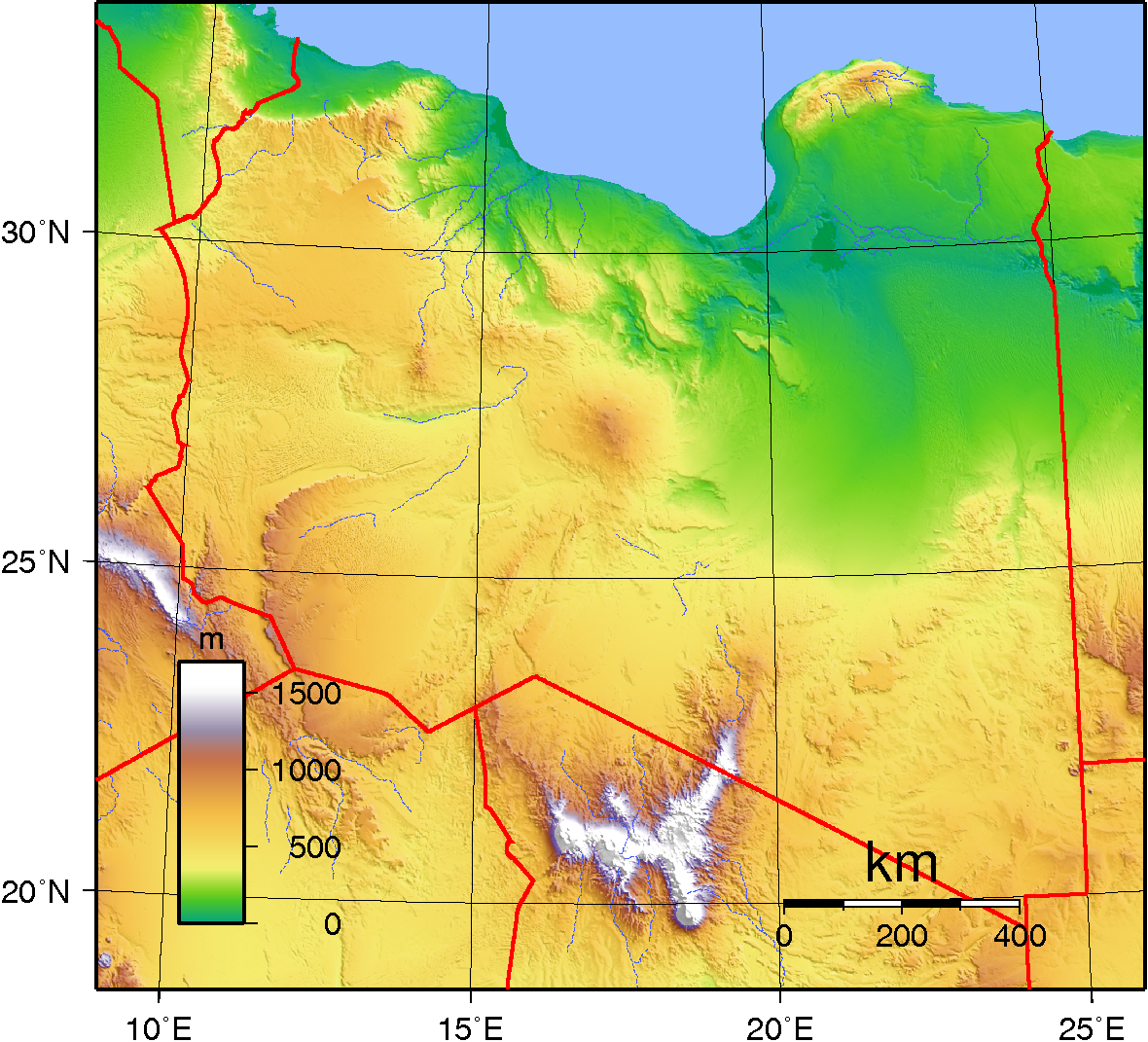
Topografie
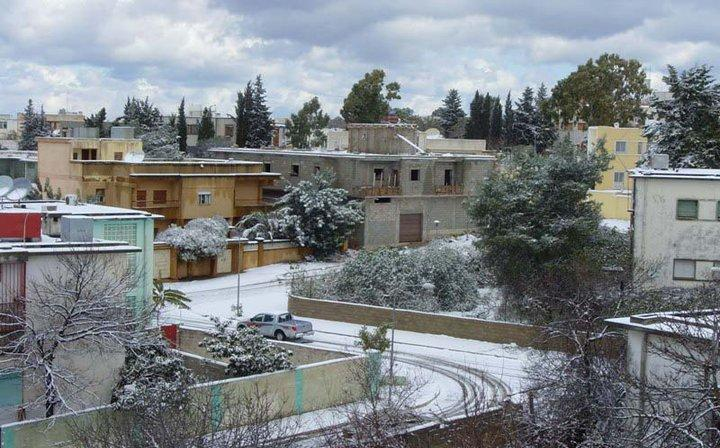
Sníh ve městě Bajdá
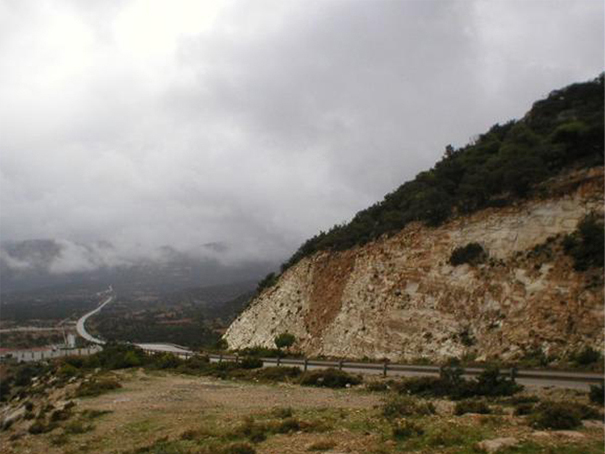
Oblast Jebel Akhdar v severovýchodní Libyi
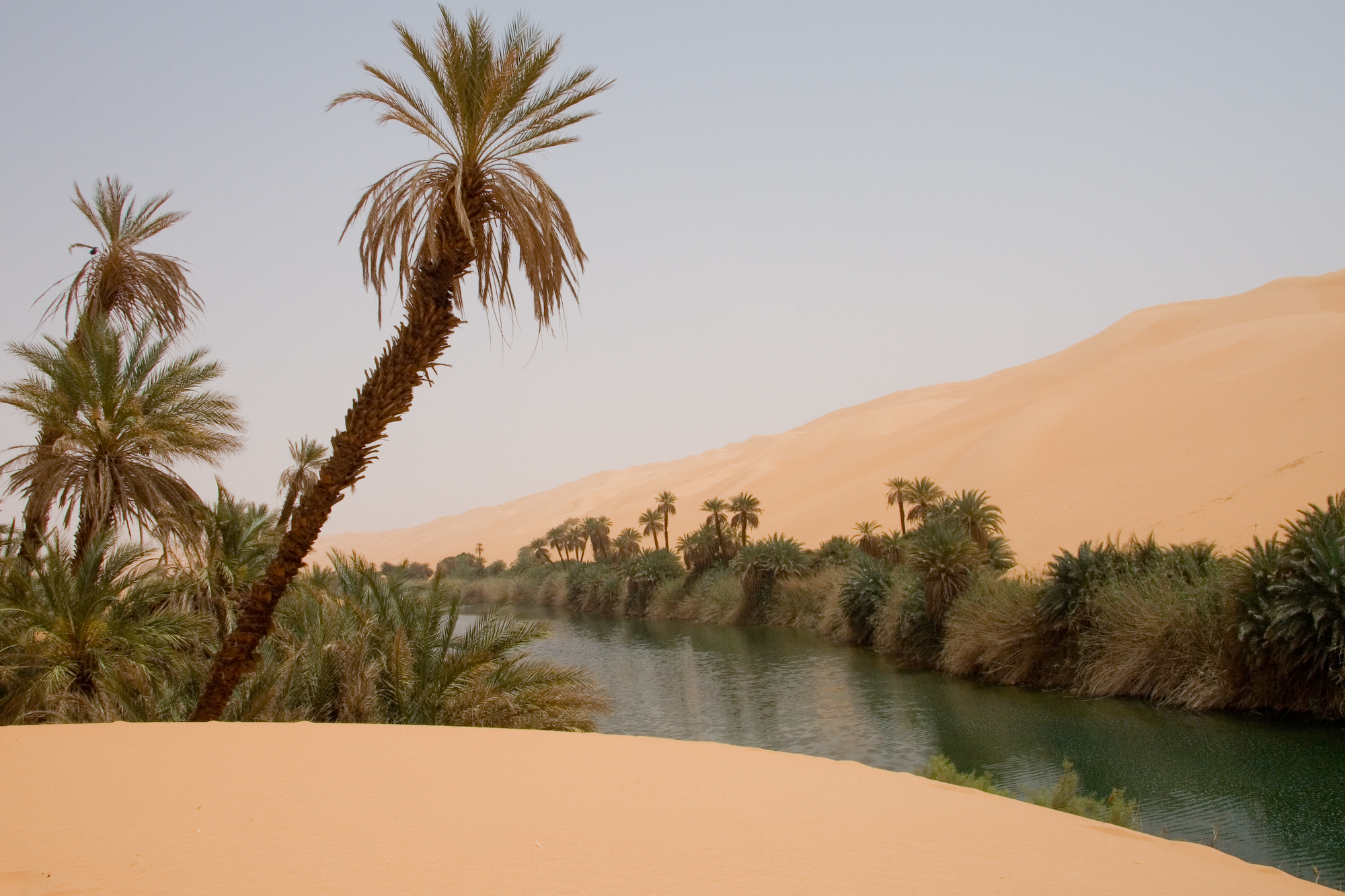
Oáza na Sahaře

## Politika

### Zahraniční politika
Jako království si Libye udržela definitivně prozápadní postoj a byla uznána za příslušníka konzervativního tradicionalistického bloku v Lize arabských států, z níž se stala členem v roce 1953. Vláda byla také přátelská vůči západním zemím, jako je Spojené království, Spojené státy, Francie, Itálie, Řecko, a v roce 1955 navázala plné diplomatické vztahy se Sovětským svazem.
Ačkoli vláda podporovala arabské záležitosti, včetně marockých a alžírských hnutí za nezávislost, málo se aktivně účastnila arabsko-izraelského sporu nebo bouřlivé meziarabské politiky 50. a počátku 60. let. Království bylo známé svým úzkým spojením se Západem, zatímco doma řídilo konzervativní kurz.
Kaddáfí byl známý tím, že podporoval řadu vůdců považovaných za prokletí westernizace a politického liberalismu, včetně ugandského prezidenta Idi Amina, středoafrického císaře Jeana-Bédela Bokassy, etiopského siláka Haile Mariam Mengistu, liberijského prezidenta Charlese Taylora a jugoslávského prezidenta Slobodana Miloševiće.
Vztahy se Západem byly po většinu Kaddáfího vlády napjaté řadou incidentů, včetně zabití londýnské policistky Yvonne Fletcherové, bombardování nočního klubu v Západním Berlíně navštěvovaného americkými vojáky a bombardování letu Pan Am Flight 103, což vedlo k Sankce OSN v 90. letech, i když koncem 20. století Spojené státy a další západní mocnosti normalizovaly vztahy s Libyí.
Kaddáfího rozhodnutí opustit honbu za zbraněmi hromadného ničení po válce v Iráku, kdy byl irácký diktátor Saddám Husajn svržen a postaven před soud, vedlo k tomu, že Libye byla oslavována jako úspěch západních iniciativ měkké síly ve válce proti terorismu. V říjnu 2010 se Kaddáfí omluvil africkým vůdcům jménem arabských zemí za jejich zapojení do transsaharského obchodu s otroky.
Libye je součástí evropské politiky sousedství (ENP), jejímž cílem je sblížit EU a její sousedy. Libyjské úřady odmítly plány Evropské unie zaměřené na zastavení migrace z Libye. V roce 2017 Libye podepsala smlouvu OSN o zákazu jaderných zbraní.

### Administrativní rozdělení

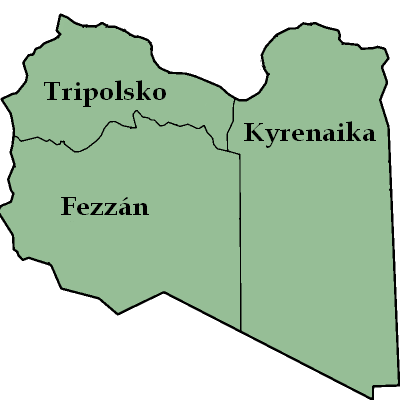
Libyjská historická území

22 stávajících okresů Libye

Po získání nezávislosti v roce 1951 byla Libye federací 3 historických zemí: Tripolsko na severozápadě, Kyrenaika na východě a Fezzán na jihozápadě. Federativní uspořádání bylo zrušeno v roce 1963. Od roku 2007 Libye sestává z 22 okresů (arabský výraz shabiyah, شعبية).
| Arabský název | Přepis          | Rozloha (km²) | Obyvatelstvo (2006) | Číslo na mapě |
| ------------- | --------------- | ------------- | ------------------- | ------------- |
| البطنان       | Butnan          | 84 996        | 159 536             | 1             |
| درنة          | Derna           | 31 511        | 163 351             | 2             |
| الجبل الاخضر  | Jabal al Akhdar | 11 429        | 203 156             | 3             |
| المرج         | Marj            | 13 515        | 185 848             | 4             |
| بنغازي        | Benghazi        | 11 372        | 670 797             | 5             |
| الواحات       | Al Wáhát        | 105 523       | 177 047             | 6             |
| الكفرة        | Al-Kufra        | 433 611       | 50 104              | 7             |
| سرت           | Sirte           | 225 437       | 193 720             | 8             |
| مرزق          | Murzuq          | 356 308       | 78 621              | 22            |
| سبها          | Sabhá           | 107 310       | 134 162             | 19            |
| وادي الحياة   | Wadi al Hayaa   | 31 485        | 76 858              | 20            |
| مصراتة        | Misrata         | 29 172        | 550 938             | 9             |
| المرقب        | Murqub          | 6 796         | 432 202             | 10            |
| طرابلس        | Tripolis        | 835           | 1 065 405           | 11            |
| الجفارة       | Jafara          | 2 666         | 453 198             | 12            |
| الزاوية       | Zawiya          | 2 753         | 290 993             | 13            |
| النقاط الخمس  | Nuqat al Khams  | 6 089         | 287 662             | 14            |
| الجبل الغربي  | Jabal al Gharbi | 76 717        | 304 159             | 15            |
| نالوت         | Nalut           | 67 191        | 93 224              | 16            |
| غات           | Ghat            | 68 482        | 23 518              | 21            |
| الجفرة        | Al-Džufra       | 117 410       | 52 342              | 17            |
| وادي الشاطئ   | Wadi al Shatii  | 97 160        | 78 532              | 18            |

## Ekonomika

Mapa plynové a ropné infrastruktury v Libyi

Vzhledem ke své poloze v subtropickém pásu, suchému podnebí a množství pouští má Libye minimum půdy vhodné pro zemědělství. Většina hospodářství je tak orientována k těžbě ropy a zemního plynu. Libye má zájem na přílivu zahraničních investic do ropného průmyslu, který se vinou desetiletí zahraničních sankcí potýká s celkovou technickou zaostalostí (v 90. letech se odhadovalo, že je k obnově ropného průmyslu třeba 30 miliard USD).
V nedávné době se země více snažila angažovat na mezinárodním poli, například členstvím ve Světové obchodní organizaci (WTO), zejména poté, co Muammar Kaddáfí odstoupil od snah vedoucích k výrobě ZHN a OSN zareagovala uvolněním ekonomických sankcí (prosinec 2003 až duben 2004). Libye v nedávné době diverzifikovala své hospodářství a snažila se po vzoru některých bohatých ropných zemí v Perském zálivu rozvinout sektor služeb (potenciál je viděn zejména v cestovním ruchu). V posledních letech například země začala modernizovat svou leteckou společnost Afrikíja Airways, která má ambici stát se hlavním leteckým přepravcem mezi Evropou a Afrikou.
Některé další charakteristiky:
- 91 % plochy země je neproduktivní půda, 95 % tvoří poušť nebo polopoušť
- obdělávané půdy je jen 1,5 %
- 75 % potravin se (vlivem nedostatku zemědělské půdy) musí dovážet. Mezi plodiny vyprodukované v Libyi patří ječmen, olivy, datle, fíky, agrumy, vinná réva, rajčata, tabák a halfa
- 80 % zemědělské produkce pochází z pobřeží Středozemního moře
- 30 % obyvatelstva žije na venkově
- 95 % vývozu tvoří ropa (v 90. letech to bylo dokonce 98 %)
- 20 % HDP tvoří průmysl nesouvisející s těžbou ropy a zemního plynu (z toho nejvíce asi stavebnictví a rozvoj infrastruktury)
- nejvýznamnější obchodní partneři Libye jsou: Itálie, Francie, Německo, Nizozemsko, Španělsko a Spojené království.

### Ropa
Libye vytěží denně zhruba 1,6 milionu barelů ropy (2011) z toho jde 1,1 milionu na vývoz a většinu ropy odebírá Itálie. Ve skupině OPEC je co do vývozu ropy 12. z celkového počtu 12 členských zemí.

### Zemní plyn
Země má rovněž zásoby zemního plynu, jejichž potvrzený rozsah činí 53 bilionů kubických stop (0,8 % celkových světových zásob plynu). Libye produkuje v současné době cca 12 miliard kubických metrů plynu ročně. Z toho je osm miliard exportováno do Itálie podmořským plynovodem Greenstream. V zemi však neexistují plynové rozvody a obyvatelstvo se spoléhá na propan-butan v lahvích.

### Voda

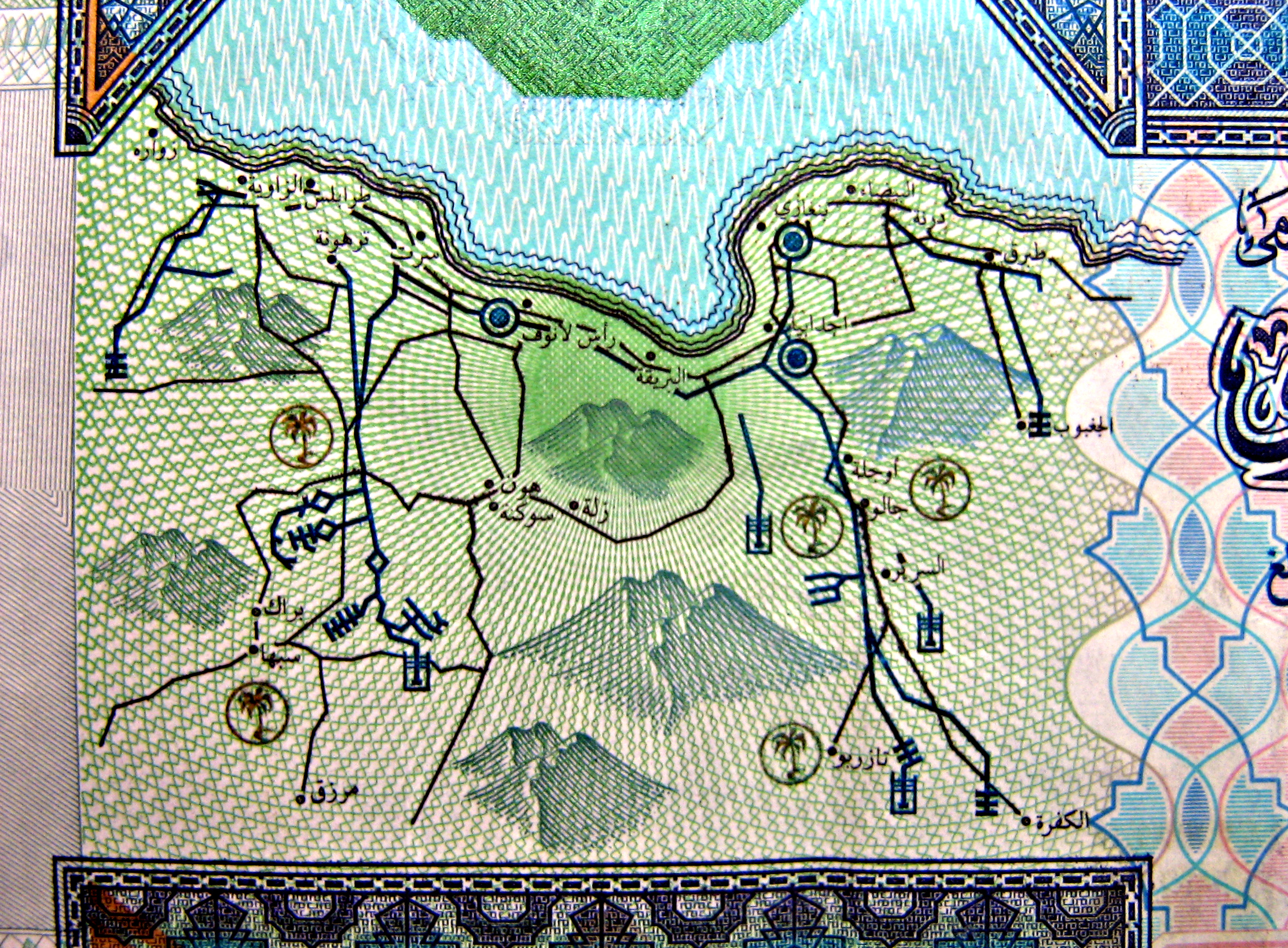
Mapa velké umělé řeky na dvacetidinárové bankovce

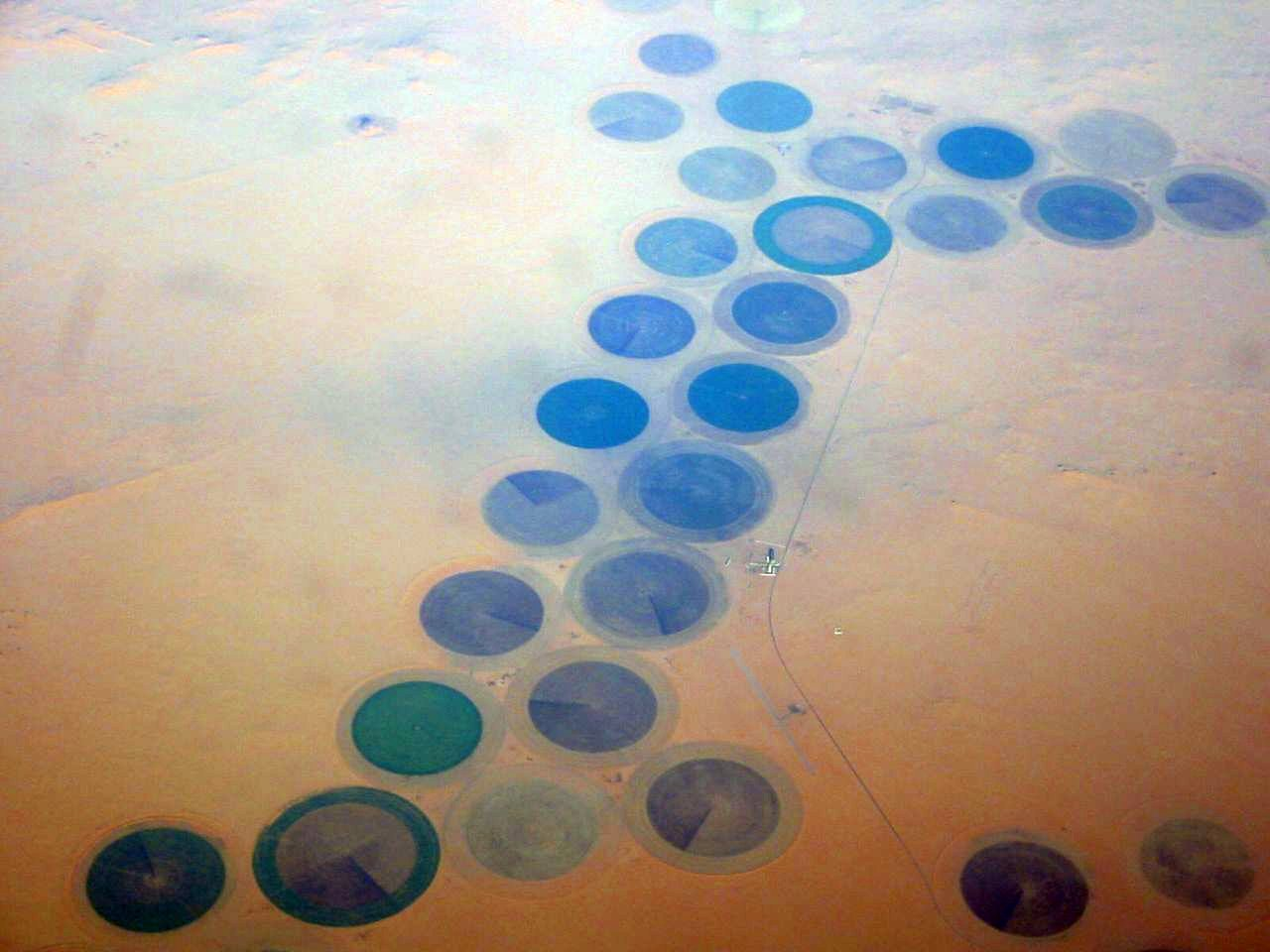
Zavlažování v Kufře, jihovýchodní Kyrenaika. Ropné bohatství umožnilo Libyi na sahaře provádět projekty, jako rozvoj zemědělství a Velká umělá řeka

V roce 1953 byl objeven první rezervoár „fosilní vody“, a od 60. letech 20. století byly v pěti podložích libyjské pouště objeveny další významné zvodně. V roce 1973 byla provedena studie proveditelnosti projektu, který by tuto vodu pomocí podzemního potrubí a sítě čerpadel dostal do obydlených oblastí u pobřeží Středozemního moře. Samotný projekt, zvaný The Great Man-Made River (Velká člověkem vybudovaná řeka nebo Velká umělá řeka), začal v srpnu 1983 a rozrostl se do pěti fází, jejichž realizace má trvat více než půl století. První fáze byla dokončena v roce 1991, dokončení té poslední se předpokládá za 25 let. Podnik by měl po dokončení stát 25 mld dolarů, a v závěru stávající fáze rozšíření zásobovat zemi 3,68 miliony m³ vody denně s cenou 35 centů za m³. Zásoby fosilní vody by měly při této spotřebě vydržet tisíce let. Vzhledem ke své kapacitě má potenciál umožnit obdělávání 155,000ha dosud neúrodné půdy a zaručit všem Libyjcům hojnost pitné vody a spolu s tím větší samozásobitelství a menší závislost na dovozu potravin (většinou z Francie, Itálie). Na projektu spolupracovalo mnoho firem z Japonska, Jižní Koreje, Německa a Velké Británie.
Kromě fosilní vody využívá Libye také odsolování mořské vody, v současnosti takto získává přes 1,8 milionu m³ sladké vody za den při provozních nákladech které činí 93,5 milionu USD ročně, přičemž se plánuje navýšení tohoto množství až na 4,2 milionu m³ v průběhu roku 2016 při provozních nákladech 351 milionů USD.

## Obyvatelstvo

Etnické složení libyjské populace
Arabové
Berbeři
Tuaregové
Tibuové
neobydlené území

Libye je velká země s relativně nízkým počtem obyvatel a většina populace je koncentrována podél pobřeží. Hustota obyvatelstva je ve dvou severních oblastech Tripolitánie a Kyrenaika asi 50 obyvatel na kilometr čtvereční, jinde je však menší než 1 obyvatel na km2. Devadesát procent lidí žije v méně než jedné desetině celého území státu, zejména podél pobřeží. Asi 88 % populace žije ve městech, většinou ve třech největších městech, Tripolisu, Benghází a Misurátě. Libye má populaci asi 6,7 milionu, 27,7 % obyvatelstva je mladších 15 let. V roce 1984 byla populace 3,6 milionu, což je 1,5 milionů obyvatel více než bylo hlášeno v roce 1964.
Většina libyjské populace je dnes označena jako arabská, tj. arabsky mluvící a arabsky „pěstovaná“. Významnou menšinou jsou Berberští Libyjci. V Libyi je asi 140 kmenů a klanů.
Rodinný život je pro libyjské rodiny důležitý. Většina rodin žije v bytových domech a dalších nezávislých bytových jednotkách, přičemž přesné způsoby bydlení závisí na jejich příjmech a bohatství. Ačkoli Arabští Libyjci tradičně žili kočovným životním stylem ve stanech, nyní se usadili v různých městech. Z tohoto důvodu jejich staré způsoby života postupně mizí. Neznámý malý počet Libyjců stále žije v poušti, protože to jejich rodiny dělají po celá staletí. Většina populace má povolání v průmyslu a službách a malé procento v zemědělství.
Podle Úřadu vysokého komisaře OSN pro uprchlíky bylo v lednu 2013 v Libyi asi 8 000 registrovaných uprchlíků, 5 500 neregistrovaných uprchlíků a 7 000 žadatelů o azyl různého původu.

### Jazyky
Podle CIA je úředním jazykem Libye arabština. Místní odrůda arabštiny, libyjská arabština, je velmi používána vedle moderní standardní arabštiny. Mluví se také různými berberskými jazyky, například Tamašek, či Nafusi. Libya Amazigh High Council (LAHC) prohlásila Berberský nebo Tamazightský jazyk za oficiální jazyk ve městech a okresech obývaných Berbery v Libyi. Navíc, italština a angličtina jsou široce chápány ve velkých městech, přičemž první z nich se používá v obchodě a stále se tak hovoří mezi zbývající italskou populací.

### Náboženství
Asi 97 % populace v Libyi jsou muslimové, z nichž většina vyznává sunnitský islám. V zemi žije také malý počet ibadských muslimů a Ahmadů.
Existují malé zahraniční komunity křesťanů. Koptské ortodoxní křesťanství, které je egyptskou křesťanskou církví, je největší a nejstarší křesťanské označení v Libyi. V Libyi je asi 60 000 egyptských koptů. V Libyi jsou tři koptské církve, jedna v Tripolisu, jedna v Benghází a jedna v Misurátě. Koptská církev se v posledních letech v Libyi rozrostla v důsledku rostoucího přistěhovalectví egyptských koptů do Libye.

Odhaduje se, že v Libyi je 40 000 římských katolíků, jimž slouží dva biskupové, jeden v Tripolisu (sloužící italské komunitě) a jeden v Benghází (sloužící maltské komunitě). Je zde také malá anglikánská komunita, tvořena většinou afrických přistěhovaleckých pracovníků v Tripolisu; je součástí Anglikánské diecéze Egypta. Lidé bývají zatčeni kvůli podezření, že jsou křesťanskými misionáři, protože je to zde je nezákonné. Křesťané také čelili hrozbě násilí radikálních islamistů v některých částech země. 